# Taphrina
Taphrina is een geslacht van Ascomycota binnen het rijk van de schimmels (Fungi). Ze behoren tot de klasse van de Taphrinomycetes, de orde van de Taphrinales en de familie van de Taphrinaceae.
Tot dit geslacht behoren onder andere de schimmels die perzikkrulziekte en heksenbezem veroorzaken.

## Levenscyclus
|  |  |

## Taxonomie
Er zijn ongeveer 100 soorten bekend, waarvan er ca. 30 in Europa voorkomen:
- Klasse: Taphrinomycetes
  - Subklasse: Taphrinomycetidae
    - Orde: Taphrinales
      - Familie: Taphrinaceae
        - Taphrina
          - Taphrina alni (Elzenvlag)
          - Taphrina amentorum
          - Taphrina aurea
          - Taphrina betulina (Berkenheksenbezem)
          - Taphrina bullata
          - Taphrina caerulescens (Eikenbladblaasje)
          - Taphrina carpini (Haagbeukheksenbezem)
          - Taphrina coryli
          - Taphrina crataegi
          - Taphrina deformans (Perzikkrulziekte)
          - Taphrina entomospora
          - Taphrina farlowii (Vogelkersbladblaasje)
          - Taphrina johansonii (Peppelvlag)
          - Taphrina maculans
          - Taphrina padi (Vogelkersheksenbezem)
          - Taphrina piri
          - Taphrina populina (Populierenbladblaasje)
          - Taphrina potentillae
          - Taphrina pruni (Narrentasje)
          - Taphrina rhizophora (Gewone populierenkatjesschimmel)
          - Taphrina sadebeckii (Elzenbladblaasje)
          - Taphrina tosquinetii (Elzenkrulziekte)
          - Taphrina ulmi (Iepenvlekschimmel)
          - Taphrina wiesneri (Kerskrulziekte)